# Stoicizem
Stoicízem je smer helenistične filozofije, ki jo je ustanovil Zenon Kitijski v Atenah v zgodnjem 3. stoletju pr. n. št. Izkazala se je za priljubljeno in stanovitno filozofijo ter pridobivala privržence po vsej Grčiji in Rimskem imperiju, dokler niso po ukazu cesarja Justinijana I. leta 529 zaprli vseh filozofskih šol, ki se niso skladale s krščansko vero. Osrednja stoicistična doktrina se ukvarja s kozmičnim determinizmom in človeško svobodo, ter prepričanjem, da je vrlina ohranjati voljo, ki je v soglasju z naravo.

## Obdobja
Stoicizem lahko razdelimo na tri obdobja:
- stara stoa (Zenon Kitijski, Persaj, Ariston Hioški, Sfer, Kleant, Hrizip, Krates Maluški, Diogen Babilonski, Antipater Tarsuški)
- srednje obdobje (Panetij, Dardan Atenski, Mnesarh Atenski, Posidonij, Diodot, Gemin, Antipater Tirski, Atenodor Kananski)
- pozna stoa (Seneka, Kornut, Mezonij Ruf, Kleomed, Epiktet, Hieroklej, Mark Avrelij )

Ta obdobja lahko naprej razdelimo na pet faz, ki se medsebojno prekrivajo, saj vsaka od njih po svoje prikazuje, kaj pomeni biti stoik:
- prva generacija
- obdobje zgodnjih mislecev
- platonistično obdobje (srednji stoicizem)
- decentralizacija v prvem stoletju pr. n. š.
- imperialno obdobje

## Nauk stoicizma
Nauk se je začel razvijati v stari Grčiji in se nadaljeval v antičnem Rimu ter zatonil približno v drugem stoletju našega štetja. Beseda stoicizem izvira iz besede stoa, kar pomeni stebrišče – v enem od atenskih templjev s poslikanimi stebri je namreč Zenon Kitijski okoli leta 300 pr. n. št. ustanovil svojo šolo (stoa poikile – pisana veža). 
Nauk grškega stoicizma je bil strogi materializem – duh in telo sta enotna (oboje je snovno-telesna substanca). Obstaja namreč samo tisto, kar je telesno. Nesnovnega značaja so samo prostor, praznina in pomeni stavkov. V vsem pa deluje urejajoče načelo, um, usoda, božanstvo (tudi snovne narave). Stoiški materializem istoveti boga s svetom – če je namreč v vsem nekaj božanskega ali umnega, potem lahko trdimo, da je bog vse, in vse je bog (načelo panteizma).
Stoiki so delili filozofijo na logiko, fiziko in etiko (v logiki se je odlikoval predvsem Hrizip, ki je sestavil prvi aksiomatski stavčni račun). Zatrjevali so, da je ob rojstvu človekova duša kot nepopisana tabla, v katero se vtiskujejo zunanje stvari. Ti vtisi so predstave, ki zapuščajo v duhu spominske slike, te pa so temelj človekove izkušnje. K popolnemu dojemanju stvari pa pripomore šele um s svojimi postopki.
Kar se tiče fizike so stoiki verjeli, da sta snov ali materija in duh eno, in da obstaja samo to, kar ima materijo. Tudi duša naj bi bila snovna, materialna, le da tako pretanjene snovi človek s svojimi grobimi čutili ne more zaznati. Substanca sveta je pasivna materija, ki jo oživlja zakon, bog, usoda, ki ji ni mogoče ubežati. Stoiki so bili torej deterministi: vse, kar se zgodi, se zgodi po nujnosti.
Stoiki boga niso pojmovali kot onostransko osebno bitje, ampak kot dejavno moč kozmosa. Temelj etike jim ni ugodje (kot npr. epikurejcem), ampak nagon po samoohranitvi. Od tod tudi izhaja njihovo najvišje etično pravilo: Živeti v soglasju s samim seboj, živeti v skladu z naravo.
Narava vesolja (kozmosa) in posameznikova narava se morata ujemati, to pa pomeni tudi živeti v skladu z razumom. Takšen način življenja je vrlina, ta pa sama po sebi zadostuje za blaženost (torej je samozadostna). Da bi jo dosegli, se moramo učiti, saj je znanje vrlina, ki ni samo teoretična, ampak tudi praktična. Cilj življenja stoika je torej odstraniti afekte, strasti, žalost in sočutje – s tem človek doseže brezstrastje oz. apatijo. Vsa čustva, ki niso umna je namreč treba odpraviti, ker so škodljiva. Poleg dobrega in zla so stoiki poznali še ravnodušnost kot nekakšno vmesno stanje.
Stoiki so odklanjali suženjstvo. Njihov ideal je bila utopična svetovna država, kjer ne bi bilo nobene potrebe po nasilju niti po čaščenju bogov. Vsak človek bi bil tako državljan sveta. Zunanjih dobrin stoiki niso cenili, tudi smrt jim je bila nekaj vsakdanjega, zato so pogosto sami končali svoje življenje.
Rimski stoicizem (okoli 1. stoletja) je bil usmerjen v praktično življenje in ga abstraktno teoretiziranje ni zanimalo - filozof naj bi bil zdravnik bolnih duš. Rimski stoiki so svarili pred razbrzdanostjo in uživaštvom Rima, ki je napovedovalo njegov propad in prihod nove dobe.